# Beaucarnea
Beaucarnea Lem., 1861 è un genere di piante angiosperme monocotiledoni della famiglia delle Asparagacee (sottofamiglia Nolinoideae), diffuse in Messico e in America centrale.

## Descrizione
Sono piccoli alberi tropicali xerofiti, che crescono fino ad un'altezza da 6 a 10 m, con un tronco di 20–40 cm di diametro ed una base svasata; le piante giovani hanno un solo stelo, ramificando solo dopo la fioritura. Le foglie sono sempreverdi, lineari, a forma di linguetta, lunghe da 0.5 a 1.8 m e larghe da 1.5 a 2 cm, di tessuto coriaceo, con un margine lievemente seghettato. I fiori vengono prodotti solo dalle piante vecchie, formanti ampie pannocchie lunghe da 75 a 110 cm, i fiori individuali sono numerosi ma molto piccoli (1.5 mm di diametro), verdastri, con sei tepali.

## Tassonomia
Nella classificazione APG II il genere era attribuito alla famiglia delle Ruscaceae.
Il genere comprende le seguenti specie:
- Beaucarnea compacta L.Hern. & Zamudio
- Beaucarnea glassiana (L.Hern. & Zamudio) V.Rojas-Piña
- Beaucarnea goldmanii Rose
- Beaucarnea gracilis Lem.
- Beaucarnea guatemalensis Rose
- Beaucarnea hiriartiae L.Hern.
- Beaucarnea hookeri (Lem.) Baker
- Beaucarnea olsonii V.Rojas-Piña & L.O.Alvarado
- Beaucarnea pliabilis (Baker) Rose
- Beaucarnea purpusii Rose
- Beaucarnea recurvata Lem.
- Beaucarnea sanctomariana L.Hern.
- Beaucarnea stricta Lem.